# 福建小檗
福建小檗（学名：Berberis fujianensis）是小檗科小檗属的植物，其种加词“fujianensis”意为“福建的”。中国特有植物。分布于中国大陆的福建等地，生长于海拔1,400米至2,100米的地区，常生于山谷疏林下、林缘、山顶灌丛中及矮林中，目前尚未由人工引种栽培。